# キボシイシガメ
キボシイシガメ（黄星石亀、Clemmys guttata）は、爬虫綱カメ目ヌマガメ科キボシイシガメ属（アメリカイシガメ属）に分類されるカメ。本種のみでキボシイシガメ属を構成する。

## 分布
アメリカ合衆国（イリノイ州北東部、インディアナ州北部、ウエストバージニア州北部、オハイオ州北部、サウスカロライナ州東部および一部、ジョージア州東部、デラウェア州、ニューハンプシャー州南部、ニューヨーク州南部、ノースカロライナ州東部および一部、バージニア州東部、バーモント州南部、フロリダ州北部、ペンシルベニア州東部および西部、マサチューセッツ州、メイン州南部、メリーランド州、ロードアイランド州）、カナダ（オンタリオ州南部、ケベック州南西部＜絶滅？＞）
模式標本の産地はフィラデルフィア周辺。

## 形態
最大甲長14.3センチメートル。カナダの個体群の方がやや大型化する。オスよりもメスの方が大型になり、オスは最大甲長12.2センチメートル。背甲は扁平。背甲の甲板には筋状の盛りあがり（キール）がなく、成長環も不明瞭。項甲板は背甲の最前部よりもごくわずかだが後方に位置する。第1椎甲板は縦幅と横幅の長さはほぼ等しいか縦幅の方がわずかに長く、第2-5椎甲板は縦幅よりも横幅の方が長い。縁甲板外縁は鋸状に尖らない。背甲の色彩は黒や黒褐色で、甲板の一部が透明で骨甲板の表面の黄色い斑点が透けて見え（体に入る斑点も含めて）和名の由来になっている。種小名guttataは「斑点のある」の意で、英名（spotted）と同義。成長に伴い斑点の数は増えるが、老齢個体では逆に消失することもある。背甲と腹甲の継ぎ目（橋）は短く、腋下甲板や鼠蹊甲板は小型。腹甲は大型で、蝶番がない。左右の喉甲板の間には切れ込みが入らず、左右の肛甲板の間には深い切れ込みが入る。腹甲の色彩は黄色や薄橙色で、甲板ごとに大型の暗色斑が入るが老齢個体では斑紋が繋がり腹甲が黒くなる個体もいる。
頭部は中型。吻端は突出せず、上顎の先端は凹む。四肢はやや頑丈。頭部や頸部、四肢、尾背面の色彩は黒や黒褐色、暗灰色で、黄色い斑点が入る。顎を覆う角質（嘴）の色彩は薄橙色や淡黄褐色。後頭部にはやや細長い黄色い斑紋や破線状の黄色い縦縞が入る。頸部基部、頭部や四肢腹面は橙色を帯びる。
卵は長径2.5-3.8センチメートル、短径1.6-1.9センチメートルで、弾力性のある皮革状の殻で覆われる。幼体は第1椎甲板も縦幅よりも横幅の方が長い。嘴の色彩が淡黄色。
オスの成体は腹甲の中央部より後方が浅く凹む。尾は太くて長く、尾をまっすぐに伸ばした状態では総排出口全体が背甲の外縁よりも外側にある。下顎の色彩が黄褐色や黒で、虹彩や強膜は褐色。
メスは腹甲の中央部より後方が凹まないか、わずかに盛り上がる。尾はより細くて短く、尾をまっすぐに伸ばしても総排泄口の一部が背甲の外縁よりも内側にある。幼体やメスの成体は下顎が黄色やオレンジ色で、虹彩は淡黄色やオレンジ色。

## 分類
属名Clemmysは「カメ」の意。
1960年代以前はClemmys属（旧イシガメ属）に、イシガメ属やニセイシガメ属の構成種も含まれていた。1964年にヌマガメ科をヌマガメ亜科とバタグールガメ亜科（後にイシガメ科）に分割する説が発表されたことに伴い、バタグールガメ亜科に含まれる種が分割しClemmys属（旧アメリカイシガメ属）は本種とブチイシガメ、モリイシガメ、ミューレンバーグイシガメの4種から構成される属になった。形態やミトコンドリアのシトクロムbやリボソームRNA、ND4遺伝子などの分子系統学的解析から、旧アメリカイシガメ属に含まれる3種が本種とは特に近縁ではない多系統群（ブチイシガメはヨーロッパヌマガメ属やブランディングガメ属、モリイシガメとミューレンバーグイシガメがそれぞれ単系統群を形成する）であるとして、Clemmys属の模式種であった本種のみでキボシイシガメ属を構成する説が有力とされる。

## 生態
底質が泥や粘土質で流れの緩やかな小規模な河川や池沼、沼地、湿原、湿性草原、湿地林などに生息する。水深が浅く植物の繁茂した止水域やその周辺を好み、水深1メートル以上の場所や水流の速い場所で見られることはまれ。半陸棲もしくは半水棲。昼行性。多くの分布域で冬季に、南部個体群は夏季（気温が高く乾燥する地域では北部個体群も）にも水中の泥や哺乳類の古巣、陸上に堆積した落ち葉などに潜り休眠する。
食性は雑食で、魚類、両生類、昆虫、クモ、甲殻類、動物の死骸、果実、水草、藻類などを食べる。水中でも陸上でも採食を行う。
繁殖形態は卵生。主に3-6月（南部個体群は秋季にも交尾を行う）にオスはメスを30-50メートルにわたって追跡し、時には頸部や四肢に噛みつき動きを止めて交尾を迫る。主に水中で行うが、陸上で交尾を行うこともある。主に5-7月に1回に1-14個（主に2-6個）の卵を年に1-2回に分けて産む。卵は50-90日で孵化する。発生時の温度により性別が決定（温度依存性決定）し、22.5-27度でオス、27.9-30度で雌雄、30度以上でメスになる。生後7-15年（甲長8-10.5cm）で性成熟する。

## 人間との関係
開発による生息地の破壊、水質汚染、ペット用の乱獲などにより生息数は減少している。アメリカ合衆国では分布する多くの州で法的に保護の対象とされている。2013年にワシントン条約附属書IIに掲載された。
ペットとして飼育されることもあり、日本にも輸入されていた。過去には野生個体が少数流通し、主にヨーロッパから飼育下繁殖個体も流通していた。一方で日本国内での飼育下繁殖個体の流通量も増加している。広い陸場を確保したアクアテラリウムで飼育される。偏食する個体もいて、特に野生個体で顕著とされる。発情したオスはメスを追いかけ交尾を迫りメスへの負担が大きくなるため、単独で飼育するのが望ましい。